# کمیته المپیک هائیتی

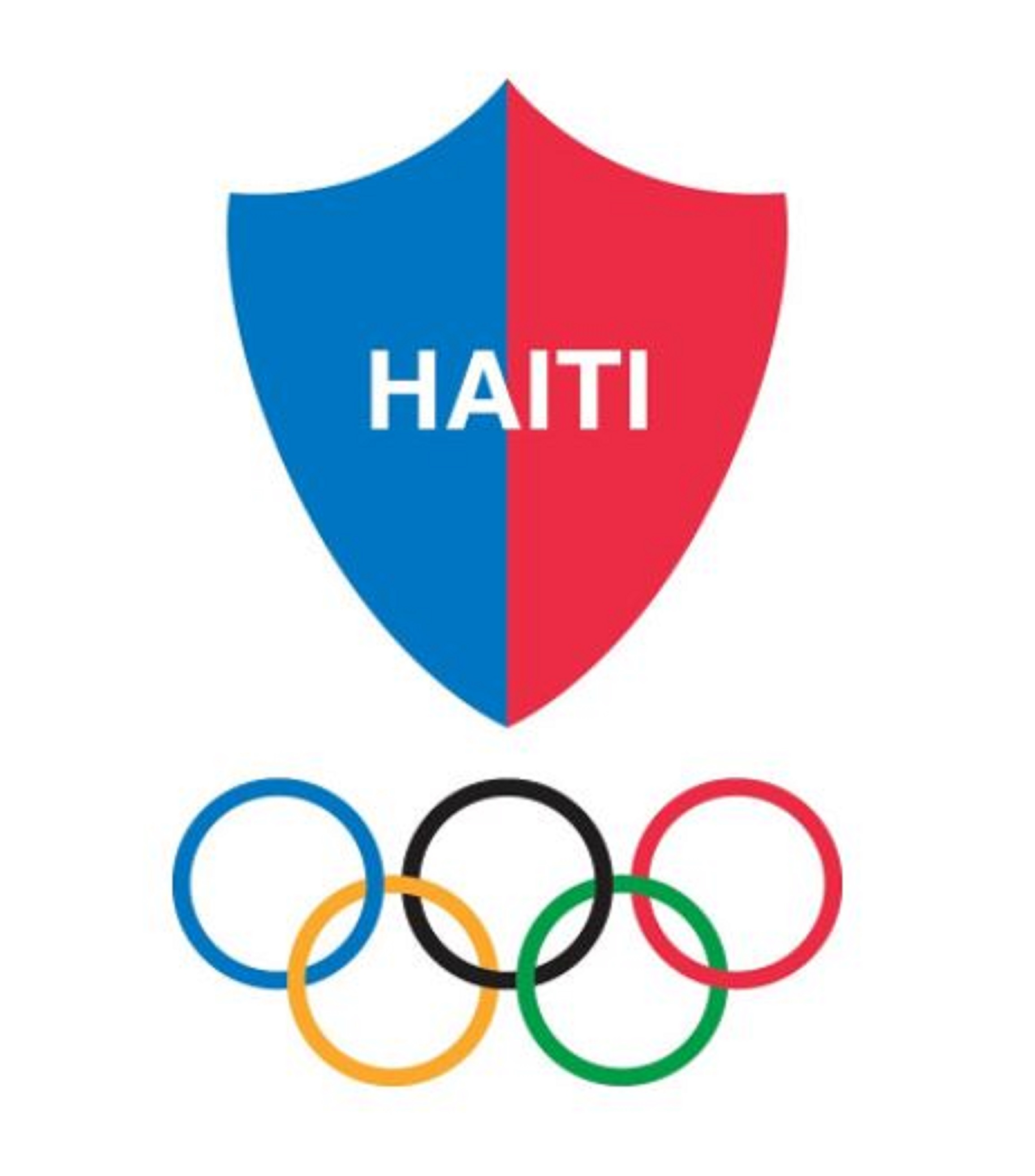
عکس و لوگوی کمیته المپیک هائیتی

کمیته المپیک هائیتی (فرانسوی: Comité olympique haïtien‎) یک سازمان ورزشی است که نماینده کشور هائیتی در کمیته بین‌المللی المپیک می‌باشد.
این سازمان که در سال ۱۹۱۴ تأسیس شده مسئول آماده‌سازی و اعزام ورزشکاران به بازی‌های المپیک، بازی‌های المپیک جوانان و بازی‌های پان امریکن است.